# Is There Anybody There?
«Is There Anybody There?» es una canción de la banda de hard rock y heavy metal Scorpions, publicada como sencillo en 1979 por los sellos Harvest/EMI y Mercury Records e incluida como la sexta pista del disco Lovedrive del mismo año. Escrita por Rudolf Schenker y Klaus Meine, musicalmente difiere de sus demás canciones porque presenta un ritmo de reggae mezclado con power chords típicos del hard rock, mientras que su letra trata sobre el amor y la soledad.
A pesar de que tuvo una escasa difusión radial en los Estados Unidos y Canadá, la situación fue diferente en Europa, ya que ingresó en las listas de Francia y el Reino Unido, en este último país llegó a ser el primer sencillo de Scorpions en entrar en el UK Singles Chart. Por su parte, en 1990 se relanzó en versión larga para promocionar el recopilatorio Best of Rockers 'n' Ballads (1989). Asimismo, ha sido grabada en vivo para el álbum en directo Live Bites (1995) y el DVD Acoustica (2001).

## Composición y grabación
Escrita por el vocalista Klaus Meine, el guitarrista Rudolf Schenker y el baterista Herman Rarebell, «Is There Anybody There?» difiere de las demás canciones de la banda editadas hasta ese momento, ya que presenta un ritmo de reggae mezclado con power chords típico del hard rock. Por su parte, su letra trata sobre el amor y la soledad. Como no estaban familiarizados con el reggae pasaron harto tiempo trabajando en la canción. De acuerdo con Rarebell, para su creación se inspiró en Eagles, ya que era fanático de la banda estadounidense, en especial de su canción «Hotel California». Su grabación, al igual que las demás canciones del álbum Lovedrive, se realizó entre septiembre y diciembre de 1978 en los estudios Dierks en Colonia (Alemania).

## Lanzamiento y recepción comercial
El 25 de febrero de 1979 salió al mercado como el segundo sencillo del álbum Lovedrive —mismo día que el primero— a través de los sellos Harvest/EMI en Europa y por Mercury Records en los Estados Unidos. Tuvo una escasa difusión radial al menos en los Estados Unidos y Canadá, aunque la situación fue diferente en Europa. Por ejemplo, llegó a ser la primera canción de Scorpions en ingresar en la lista UK Singles Chart, ya que el 25 de mayo logró la posición 39, mientras que en Francia logró la tercera casilla en la lista musical nacional.
El 12 de marzo de 1990 se relanzó como sencillo pero en formato disco compacto, para promocionar el álbum recopilatorio Best of Rockers 'n' Ballads de 1989. Esta presentó en el lado A a una versión larga del tema, mientras que en el B la versión normal y la canción «The Zoo» de 1980.

## Interpretaciones en vivo
Con el paso de los años Scorpions la ha interpretado en vivo en varias de sus giras musicales y en algunas de ellas la registrado para determinadas producciones en directo. En una de las presentaciones dadas en Ciudad de México en 1994, como parte de la gira Face the Heat Tour (1993-1994), se grabó para el álbum en vivo Live Bites (1995). En 2001 la arreglaron en formato acústico para el DVD en vivo Acoustica, grabado en Lisboa.

## Lista de canciones
| Sencillo de 1979 |                           |                           |          |  |
| N.º              | Título                    | Escritor(es)              | Duración |  |
| 1.               | «Is There Anybody There?» | Schenker, Meine, Rarebell | 3:55     |  |
| 2.               | «Can't Get Enough»        | Schenker, Meine           | 2:36     |  |

| Sencillo de 1990 |                                           |                 |          |  |
| N.º              | Título                                    | Escritor(es)    | Duración |  |
| 1.               | «Is There Anybody There?» (versión larga) |                 |          |  |
| 2.               | «The Zoo»                                 | Schenker, Meine | 5:28     |  |
| 3.               | «Is There Anybody There?» (versión LP)    |                 |          |  |

## Posicionamiento en listas
| País        | Lista                         | Posición |
| ----------- | ----------------------------- | -------- |
| Francia     | French Singles Chart          | 3        |
| Reino Unido | Record Business Singles Chart | 47       |
| Reino Unido | UK Singles Chart              | 39       |

## Músicos
- Klaus Meine: voz
- Rudolf Schenker: guitarra rítmica
- Matthias Jabs: guitarra líder
- Francis Buchholz: bajo
- Herman Rarebell: batería